# 黄子隆
黄 子隆（こう しりゅう、Huáng Zǐlóng、? - 1863年）は、太平天国の指導者の一人。
広西省梧州府藤県出身。1860年に皎天侯に封ぜられた。第二次江南大営攻略では忠王李秀成が浦口から杭州に進撃したが、黄子隆は浦口の留守を任された。その後李秀成の東征に従って松江を占領した。1861年には忠天義、1862年には潮王に封ぜられた。その後嘉定などを転戦して清軍と戦った。1863年からは李秀成の常熟攻撃に加わり、江陰の救援に赴き、無錫の守備についた。12月に無錫が陥落すると、子の黄徳懋とともに捕らえられ処刑された。